# 冈格拉
冈格拉（Kangra）是印度喜马偕尔邦冈格拉县的一个城镇。总人口9155（2001年）。

## 人口
该地2001年总人口9155人，其中男性4575人，女性4580人；0—6岁人口890人，其中男497人，女393人；识字率82.92%，其中男性为84.55%，女性为81.29%。